# Экарма (вулкан)
Экарма — действующий вулкан на острове Экарма Большой Курильской гряды.
Стратовулкан с центральным экструзивным куполом. Высота 1170 м.
Известны извержения 1767—1769, 1980. В настоящее время фиксируется термальная активность.